# Ghost (Ella Henderson)
Ghost is het debuutnummer van de Britse singer-songwriter Ella Henderson. Het nummer kwam uit op 8 juni 2014 en staat op haar debuutalbum Chapter One. "Ghost" is geschreven door Henderson, Ryan Tedder en Noel Zancanella.
De muziekvideo werd opgenomen in New Orleans en verscheen op 23 april 2014 op Hendersons YouTube-kanaal. In Engeland, Schotland en Ierland kwam het nummer binnen op de eerste plaats. Ook behaalde "Ghost" een plek in de top tien in de Australische, Duitse, Hongaarse en Vlaamse hitlijsten. Na het uitbrengen van het nummer werden er in Engeland 750.000 exemplaren van verkocht. Hiermee staat "Ghost" op de vijfde plaats van bestverkopende single in Engeland.

## Tracklijst
| Nr. | Titel | Duur  |
| --- | ----- | ----- |
| 1.  | Ghost | 03:36 |

| Nr. | Titel                           | Duur  |
| --- | ------------------------------- | ----- |
| 1.  | Ghost                           | 03:36 |
| 2.  | Ghost (Switch Remix Radio Edit) | 03:40 |

| Nr. | Titel                           | Duur  |
| --- | ------------------------------- | ----- |
| 1.  | Ghost (Switch Remix Radio Edit) | 03:40 |
| 2.  | Ghost (Kastle Remix Radio Edit) | 03:36 |
| 3.  | Ghost (Oliver Nelson Remix)     | 05:04 |

## Hitnoteringen

### Nederlandse Top 40
| Hitnotering: 16-08-2014 t/m 13-09-2014 | Hitnotering: 16-08-2014 t/m 13-09-2014 | Hitnotering: 16-08-2014 t/m 13-09-2014 | Hitnotering: 16-08-2014 t/m 13-09-2014 | Hitnotering: 16-08-2014 t/m 13-09-2014 | Hitnotering: 16-08-2014 t/m 13-09-2014 | Hitnotering: 16-08-2014 t/m 13-09-2014 |
| Week:                                  | 1                                      | 2                                      | 3                                      | 4                                      | 5                                      |                                        |
| -------------------------------------- | -------------------------------------- | -------------------------------------- | -------------------------------------- | -------------------------------------- | -------------------------------------- | -------------------------------------- |
| Positie:                               | 39                                     | 38                                     | 37                                     | 37                                     | 39                                     | uit                                    |

### NederlandseSingle Top 100
| Positie: | 97 | uit | 92 | 72 | 55 | 52 | 42 | 41 | 38 | 32 | 35 | 40 | 58 | 71 | 66 | 70 | 95 | uit |

### 3FM Mega Top 50
| Positie: | 42 | 39 | 33 | 42 | 36 | 33 | 32 | 31 | 48 | uit |

## Releasedata
| Land                | Releasedatum     | Formaat        | Label            |
| ------------------- | ---------------- | -------------- | ---------------- |
| Duitsland           | 6 juni 2014      | muziekdownload | Syco             |
| Ierland             | 6 juni 2014      | muziekdownload | Syco             |
| Oostenrijk          | 6 juni 2014      | muziekdownload | Syco             |
| Zwitserland         | 6 juni 2014      | muziekdownload | Syco             |
| Verenigd Koninkrijk | 8 juni 2014      | muziekdownload | Syco             |
| Frankrijk           | 9 juni 2014      | muziekdownload | Syco             |
| Spanje              | 9 juni 2014      | muziekdownload | Syco             |
| Italië              | 10 juni 2014     | muziekdownload | Syco             |
| Italië              | 25 juli 2014     | radio          | Sony Music Italy |
| Verenigde Staten    | 29 juli 2014     | muziekdownload | Columbia         |
| Duitsland           | 29 augustus 2014 | cd-single      | Syco             |
| Oostenrijk          | 29 augustus 2014 | cd-single      | Syco             |
| Zwitserland         | 29 augustus 2014 | cd-single      | Syco             |